# Незабезпечена облігація
Незабезпе́чені обліга́ції — облігації із загальним правом вимоги, які, проте, не мають спеціального забезпечення. В разі відмови виконувати виплати за облігаціями жодне конкретне майно не може бути заарештовано, тобто кредитори не мають жодного додаткового захисту. Випуск незабезпечених облігацій можуть дозволити собі найбільші корпорації (в США — IBM, AT&T, General Motors), фінансова спроможність яких не викликає сумнівів. Окрім того, в деяких галузях (наприклад банківський) практично не існує активів, що могли б забезпечити погашення облігацій, відповідно підприємства даних галузей також практикують випуск незабезпечених облігацій.